# Elimar II di Oldenburg
Elimar II, noto anche come Egilmar (o in italiano Adelmiro) (1070 – 1142), fu conte di Oldenburg dal 1108 al 1142.

## Matrimonio
Elimar sposò prima del 1102 Eilika di Werl-Rietberg, figlia del conte Rietberg Enrico. Elimar ebbe da Eilika tre figli e due figlie:
- Enrico I di Oldenburg-Wildeshausen, suo successore come conte di Oldenburg, morto durante l'assedio di Oldenburg;
- Cristiano I di Oldenburg, successore del fratello Enrico I di Oldenburg-Wildeshausen, morto durante l'assedio di Oldenburg;
- Beatrice di Oldenburg (1124 – 1184);
- Eilika di Oldenburg (1126 – 1189);
- Ottone l'Odioso di Oldenburg (1130 – 1184).

Alla sua morte, avvenuta per mano del fratello Cristiano, la sua eredità fu spartita tra i figli Cristiano ed Enrico.